# Șiria
Șiria (Hongaars: Világos) is een Roemeense gemeente in het district Arad.
Șiria telt 8592 inwoners.

## Geschiedenis
Tot 1920 behoorde een groot deel van het huidige Roemenië nog toe aan Hongarije. Ook Șiria. De Hongaarse naam is Világos. Het was hier waar de vrijheidsstrijd van 1848/49, die de Hongaren voerden tegen de Oostenrijkse keizer, de Habsburgse onderdrukking, definitief ten einde kwam. Na de overgave bij Világos werden dertien Hongaarse generaals opgehangen (de Martelaren van Arad) en de leider van de moedige vrijheidsstrijd, Lajos Kossuth, ging in ballingschap.
Na het ongelukkige vredesverdrag van Trianon, in 1920, kreeg Roemenië het Hongaarse Erdély, Transsylvanië, en werd Világos Șiria. Ongeveer twee miljoen Hongaren werden, gedwongen, wakker in een nieuw vaderland.
In 1910 had de hoofdkern 7315 inwoners, 4770 Roemenen en 1524 Hongaren (20,8%).
In Galsa waren er in 1910 in totaal 2519 inwoners waarvan 1624 Roemenen en 594 Hongaren (23,58%).
In Masca was er in 1910 in totaal 1194 inwoners, veelal Roemenen.
De Hongaarse bevolking is in de afgelopen 100 jaar gedecimeerd tot 4% op de totale bevolking.

## Gemeente
De gemeente bestaat uit de volgende dorpen:
- Galșa (Galsa)
- Mâsca (Muszka)
- Șiria (Világos)

## Geografie
De gemeente ligt tussen het Zarand gebergte en de plaatsen Horia, Covăsânț en Pâncota.